# تپه مروت چم تبان
تپه مروت چم تبان مربوط به دوره اشکانیان است و در شهرستان هرسین، روستای چم تبان علیا واقع شده و این اثر در تاریخ ۱۰ دی ۱۳۸۱ با شمارهٔ ثبت ۶۸۸۳ به‌عنوان یکی از آثار ملی ایران به ثبت رسیده است.